# Unsere Liebe Frau

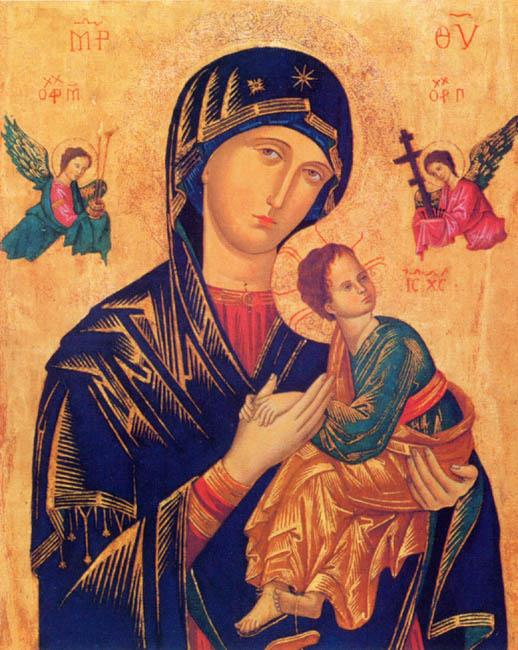
Unsere Liebe Frau von der Immerwährenden Hilfe, eine der meistverbreiteten Marienikonen

Unsere Liebe Frau (abgekürzt U.L.F., in Zusammenschreibungen Liebfrauen) ist eine Bezeichnung für Maria, die Mutter Jesu. Dabei hat Frau die alte Bedeutung „Herrin“ (frouwe war das Gegenstück zu frô „Herr“, vgl. Fronleichnam). Bei Liebfrauen oder Unserer Lieben Frauen ist keine Mehrzahl gemeint, es handelt sich vielmehr um einen alten Genitiv von Frau („Kirche unserer lieben Frau“).
Der Marientitel Unsere Liebe Frau ist Bestandteil von Anrufungen der Gottesmutter, des Namens von Gnadenbildern und Marienfesten wie auch des Namens von Ordensgemeinschaften, Gesellschaften apostolischen Lebens, Bruderschaften, frommen Vereinigungen, Institutionen, Organisationen und Einrichtungen, die dem Patronat der Gottesmutter unterstellt sind. Viele Kirchen mit dem Patrozinium der Gottesmutter Maria tragen die Bezeichnung Unsere Liebe Frau oder das volkstümliche Liebfrauen im Namen.
Es gibt circa 150 Ordensgemeinschaften für Frauen, die in ihrem Namen Unsere Liebe Frau tragen. Oft wird dies durch eine Orts- oder eine Ehrenbezeichnung ergänzt, z. B. „Unserer Lieben Frau von Fátima“ oder „Unserer Lieben Frau von den Engeln“.

## Anrufungen und Gnadenbilder
- Unsere Liebe Frau in Fátima
- Unsere Liebe Frau in Lourdes
- Unsere Liebe Frau in Campinas
- Unsere Liebe Frau in Jerusalem
- Unsere Liebe Frau auf dem Berge Karmel
- Unsere Liebe Frau vom Rosenkranz
- Unsere Liebe Frau vom verschlossenen Garten
- Unsere Liebe Frau von Coromoto
- Unsere Liebe Frau von Guadalupe
- Unsere Liebe Frau von Mantara
- Unsere Liebe Frau von der immerwährenden Hilfe
- Unsere Liebe Frau vom guten Rat
- Unsere Liebe Frau mit den Pfeilen
- Unsere Liebe Frau von Tschenstochau
- Unsere Liebe Frau von Loreto
- Unsere Liebe Frau auf dem Pfeiler
- Unsere Liebe Frau vom Schnee

## Orden und Kongregationen
| Name                                                                               | Art                      |
| ---------------------------------------------------------------------------------- | ------------------------ |
| Arme Schulschwestern von Unserer Lieben Frau                                       | Schulschwestern          |
| Augustiner-Chorfrauen B.M.V.                                                       | Schulschwestern          |
| Brüder Unserer Lieben Frau von Lourdes                                             | Brüdergemeinschaft       |
| Brüder Unserer Lieben Frau von Sion                                                | Priesterbruderschaft     |
| Brüdergemeinschaft Unserer Lieben Frau von den Armen                               | monastischer Orden       |
| Bruderschaft Unserer Lieben Frau (Bremgarten)                                      | Bruderschaft             |
| Franziskanerinnen von der Unbefleckten Empfängnis Unserer Lieben Frau              | Frauenorden              |
| Gemeinschaft Unserer Lieben Frau vom Wege                                          | Säkularinstitut          |
| Gemeinschaft Unserer Lieben Frau von Walsingham                                    | Ordensgemeinschaft       |
| Kleine Schwestern Unserer Lieben Frau                                              | Verein gläubiger Frauen  |
| Mercedarier-Orden Unserer Lieben Frau von der Barmherzigkeit                       | Ritterorden              |
| Missionare Unserer lieben Frau von La Salette                                      | Missionsorden            |
| Missionsschwestern Unserer Lieben Frau                                             | Missionsschwestern       |
| Missionare Unserer Lieben Frau vom allerheiligsten Sakrament                       | Missionsorden            |
| Missionsschwestern Unserer Lieben Frau von Afrika                                  | Missionsschwestern       |
| Militia Sanctae Mariae                                                             | Ritterorden              |
| Orden unserer lieben Frau vom Berge Karmel                                         | Ritterorden              |
| Orden unserer lieben Frau von Vila Viçosa                                          | Ritterorden              |
| Schulschwestern Unserer Lieben Frau von Namur                                      | Schulschwestern          |
| Schulschwestern von Unserer Lieben Frau (Böhmen)                                   | Schulschwestern          |
| Orden der Ritter Unserer Lieben Frauen zum Schwan                                  | Ritterorden              |
| Schwestern des Regulierten Dritten Ordens von Unserer Lieben Frau vom Berge Karmel | Krankenpflegeorden       |
| Schwestern Unserer Lieben Frau (SND)                                               | Frauenorden              |
| Schwestern Unserer Lieben Frau von China                                           | Missionsschwestern       |
| Schwestern Unserer Lieben Frau von den Aposteln                                    | Missionsschwestern       |
| Schwestern Unserer Lieben Frau von Sion                                            | Missionsschwestern       |
| Congrégation Notre Dame de Sion (La Solitude)                                      | kontemplative Schwestern |
| Skapulierbruderschaft Unserer Lieben Frau auf dem Berge Karmel                     | Bruderschaft             |
| Unserer Lieben Frau von Afrika                                                     | Missionsschwestern       |
| Schwestern Unserer Lieben Frau vom Trost                                           | Frauenorden              |